# Xã Roscoe, Quận Reno, Kansas
Xã Roscoe (tiếng Anh: Roscoe Township) là một xã thuộc quận Reno, tiểu bang Kansas, Hoa Kỳ. Năm 2010, dân số của xã này là 105 người.